# Dietelia eviae
Dietelia eviae är en svampart som beskrevs av Racib. 1900. Dietelia eviae ingår i släktet Dietelia och familjen Pucciniosiraceae.   Inga underarter finns listade i Catalogue of Life.